# Fernand de Montigny
Fernand de Montigny (n. 5 ianuarie 1885, Antwerpen, Flandra, Belgia – d. 2 ianuarie 1974, Antwerpen, Flandra, Belgia) a fost un jucător de hochei pe iarbă ce a reprezentat Belgia, medaliat olimpic. A participat la 5 ediții ale Jocurilor Olimpice (1906, 1908, 1912, 1920, 1924) în care a câștigat 3 medalii de argint și o medalie de bronz.